# TMD Friction
TMD Friction ist ein Bremsbelaghersteller mit Sitz in Leverkusen.

## Unternehmen
TMD Friction gehört zu den weltgrößten Herstellern und ist Erstausrüster der Automobil- und Bremsenindustrie und versorgt auch den Ersatzteilmarkt. Kernkompetenz des Unternehmens sind Bremsbeläge für Pkw, Rennsportwagen und Nutzfahrzeuge unter den Marken Textar, Pagid, Mintex, Don, Bendix und Cobreq. Außerdem werden unter der Marke Cosid Reibmaterialien für Industrieanwendungen hergestellt.
Die von der TMD Friction Group GmbH mit Sitz in Leverkusen geführte Gruppe verfügt über 19 Produktionsstandorte in zwölf Ländern auf vier Kontinenten sowie Forschungs- und Entwicklungszentren in Leverkusen, Troy (USA) und Salto (Brasilien). Die Produktion findet in vier Werken in Deutschland (Leverkusen, Essen, Hamm/Sieg, Coswig bei Dresden), fünf Standorten im europäischen Ausland und weiteren in Brasilien, Mexiko und China statt. Die Unternehmensgruppe erzielte 2019 einen Umsatz von 736 Mio. Euro, sie beschäftigte in dem Jahr weltweit mehr als 4.300 Mitarbeiter.
Im Jahr 2006 legte das Unternehmen unter dem Namen „Speed“ ein umfassendes, weltweites Restrukturierungsprogramm auf. Im Verlauf der globalen Krise ging TMD Friction Ende 2008 in die Insolvenz. Die Übernahme durch das TMD Management-Team und den Investor Pamplona Capital Management im Jahr 2009 konnte den Fortbestand sichern.
In Fernost, insbesondere in China, fand eine Erweiterung der Entwicklungskapazitäten statt. Auch die Expertise auf den Gebieten Rennsport und High-Performance wurde ausgebaut. Seit Juli 2010 fanden zudem drei Unternehmenszukäufe statt. TMD Friction akquirierte den im schottischen Kilmarnock ansässigen Bremsbelaghersteller Eurofriction Limited, den High-Performance- und Rennsport-Experten bt Bremsen Technik mit Sitz in Rosbach vor der Höhe, Deutschland sowie Cape Coral in den USA. Im November 2015 wurde die bt Bremsen Technik GmbH in TMD Performance GmbH umfirmiert und hat seitdem ihren Sitz in Essen. Zuletzt wurde Dynotherm, ein in Südafrika beheimateter Produzent von Bremsbelägen für Industrieanwendungen übernommen.
Am 26. September 2011 wurde TMD Friction von der japanischen Nisshinbo Holdings Inc. gekauft und war nach Transaktionsabschluss eine unabhängige, hundertprozentige Tochtergesellschaft.
Im September 2014 gab das Unternehmen bekannt, dass der Produktionsstandort Leverkusen bis Ende 2018 in das bestehende Werk in Essen integriert werden soll. Der gesamte PKW-Bereich des Unternehmens in Deutschland sitzt dann an einem Standort.[veraltet]
Im Februar 2016 wurde der Geschäftsbereich „schienengeführter Verkehr“ an die Münchner Knorr-Bremse verkauft, um sich stärker auf das Kerngeschäft zu konzentrieren.
Im Februar 2020 wurde der Produktionsstandort in Südafrika verkauft, die dort produzierten Produkte wurden unter dem Markennamen Dynotherm vertrieben. Dynotherm gehört damit nicht mehr zum Produkt-Portfolio der TMD Friction Gruppe.
Das Unternehmen wurde im August 2023 an die Investmentfirma Aequita verkauft. Die Transaktion wurde Dezember 2023 abgeschlossen.